# 吉野格
吉野 格（よしの いたる、3月6日 - ）は、日本の声優、俳優。埼玉県出身。EARLY WING準所属。

## 略歴
以前は芸能事務所オウサムに所属していた。
2023年にPUGNUSに所属、2024年5月1日にEARLY WINGに移籍した。
- 2022年 東北新社主催 声優育成プロジェクト『第3回 キミコエ・オーディション』ファイナリスト

- 『WEC(ワタナベエンターテインメントカレッジ)×声優アニメディアコラボオーディション』グランプリアニメディア賞

- ワタナベエンターテインメントカレッジオーディション 声優部門最優秀賞
- 『X anime声優オーディション』ファイナリスト

## 人物
- 趣味はヘアメイク、スイーツ巡り、サッカー。
- 特技は声帯模写、高速たまご100個割り、カラオケで100点取る事。

## 出演

### テレビアニメ
2024年
・BEYBLADE X (警備員、門下生)
・アクロトリップ (男子クラスメイト)
- 治癒魔法の間違った使い方（男子生徒A)
- 結婚指輪物語（暗殺者）

### ゲーム
2023年
- クッキーランキングダム（ベリー系のパルフェディア学生役、クレームナイツの学生1）

### 舞台
- 舞台『アイ★チュウ ザ・ステージ』 - 斑尾 巽 役
  -  舞台『アイ★チュウ ザ・ステージ』 - 新キャスト~LIVEお披露目~ (2020年8月14日) (斑尾 巽)
  -  舞台『アイ★チュウ ザ・ステージ』〜Après la pluie～（2020年10月、シアター1010 / 東京建物Brillia HALL）(斑尾 巽) [1]
  -  舞台『アイ★チュウ ザ・ステージ』～La Cage aux Épines～（2021年4月、シアター1010）(斑尾 巽) [2]
- サンリオピューロランド『吸血鬼執事カフェ~破られた掟~』(パティシエ 翼) (ピューロハロウィン 2022年9月10日 - 10月30日)
- オバケンゾンビランドinサンリオピューロランド2022 (吸血鬼執事ゾンビ)
- オバケン×シャブラン神楽坂コラボ イマーシブ公演「Endless~美しい闇~」(末田 諒)
- オバケン×シャブラン神楽坂コラボ イマーシブ公演「夢幻語～美しい術～」(安倍 清丸)

### 雑誌
2019年
- 声優アニメディア  「声優志願クロスロード／ワタナベエンターテイメントカレッジ」 5月号

### イベント
- いんぷろ by 拡樹 Vll 鈴木拡樹 個人イベント
- 『第3回 キミコエ・オーディション』超声優祭2022 (2022年4月29日、ニコニコ生放送)

### TV
- カロリーメイトCM